# Hemerodromia gaditana
Hemerodromia gaditana är en tvåvingeart som beskrevs av Wagner och Cobo 2001. Hemerodromia gaditana ingår i släktet Hemerodromia och familjen dansflugor.
Artens utbredningsområde är Spanien. Inga underarter finns listade i Catalogue of Life.